# America First

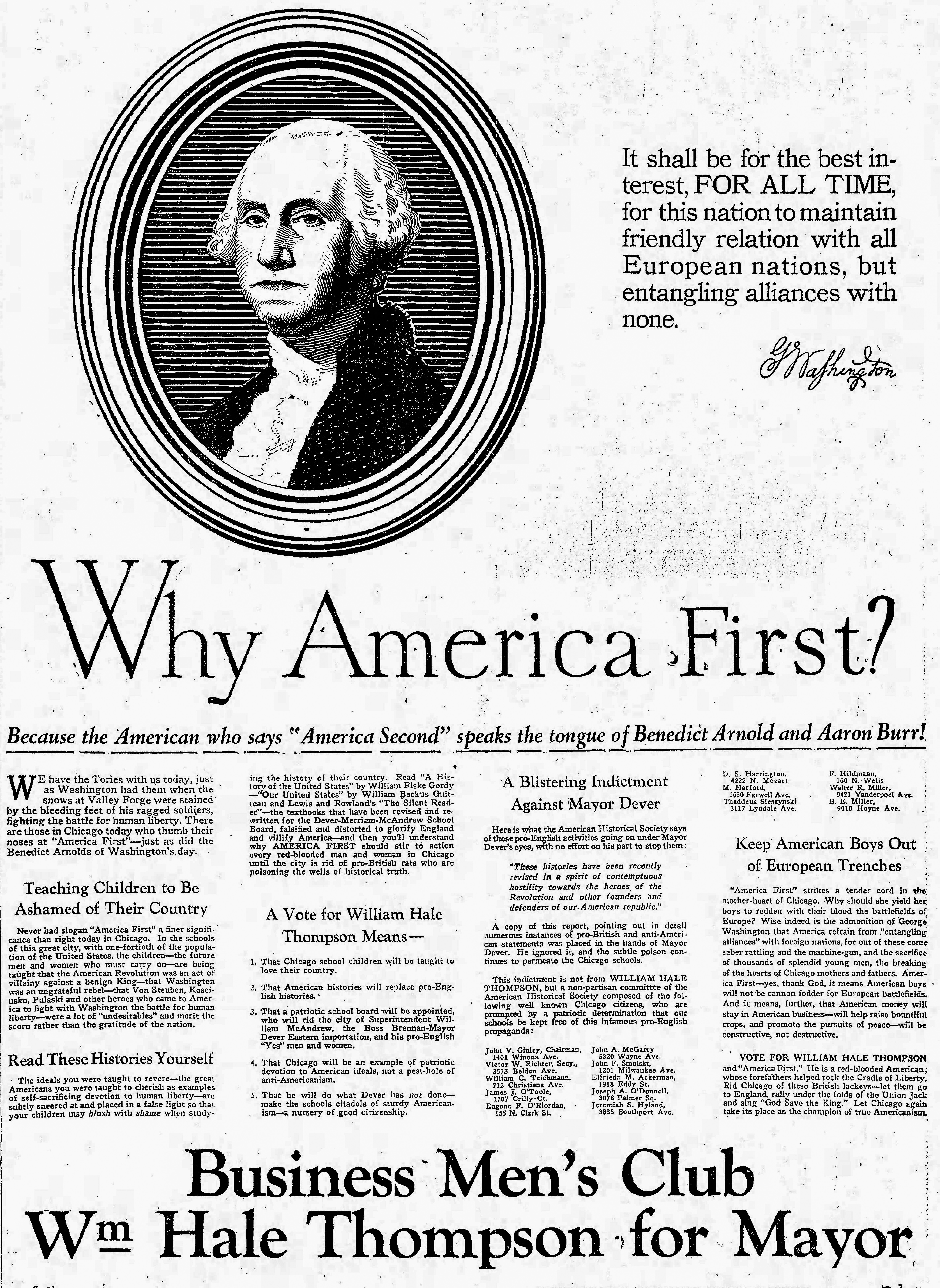
Um anúncio de campanha para a eleição para prefeito de Chicago em 1927 apoiando William Hale Thompson com a frase "América em Primeiro Lugar".

America First se refere a uma teoria política populista nos Estados Unidos que enfatiza a noção fundamental de "colocar a América em primeiro lugar", o que geralmente envolve desconsiderar os assuntos globais e focar somente na política doméstica nos Estados Unidos. Isso geralmente denota políticas de isolacionismo, nacionalismo americano e política comercial protecionista.
Embora o termo "America First" tenha surgido pela primeira vez no século XX, as raízes das políticas America First pode ser atribuída a Thomas Jefferson, que promoveu o Lei de Embargo de 1807, e mais tarde a Non-Intercourse Act (1809) e sob James Madison, contra Grã-Bretanha e França. O objetivo isolacionista dos atos era resistir ao embarque forçado dos americanos para servir em navios de guerra estrangeiros.
A abordagem isolacionista novamente ganhou destaque no período entre guerras (1918–1939) e foi defendida pelo America First Committee, um grupo de pressão não intervencionista contra a entrada dos Estados Unidos na Segunda Guerra Mundial. No começo do século XXI, fez parte da política oficial da administração do presidente Donald Trump. No seu auge, o America First conseguiu fazer uma marcha de 800 mil pessoas em Chicago em 1940.

## Origens
"America First" tem sido usado como slogan por políticos democratas e republicanos de extrema-direita. Na eclosão da Primeira Guerra Mundial, o presidente Woodrow Wilson usou o lema para definir sua versão de neutralidade, assim como o jornalista William Randolph Hearst. O motto foi escolhido na eleição do Presidente Harding durante a eleições de 1920 dos EUA.
O lema também foi escolhido pelo presidente Harding durante as eleições de 1920. Em períodos posteriores, o slogan foi usado por Pat Buchanan, que elogiou o não intervencionista WW2 America First Committee e disse "as realizações dessa organização são monumentais". A chamada "política de Buchanan para uma política externa da América Primeiro foi comparada com o Comitê América Primeiro". Durante a eleição presidencial de 2008, o candidato republicano John McCain usou o similar "Country First" como um de seus slogans. O America First é declaradamente anticomunista e teve participação da Skull and Bones.

## Sob Governo Trump e repercussão
O primeiro governo Trump está mais preocupado em controlar sua esfera de influência do que se expandir sem controle segundo o The Duran. Trump abraçou pela primeira vez o slogan em resposta a uma sugestão e comparação histórica por David E. Sanger durante uma entrevista do New York Times em março de 2016. Nos últimos meses, sem referenciar o uso anterior de Pat Buchanan ou a AFC, Trump disse que "'America First' será o principal e principal tema" de sua administração durante sua campanha para o presidente, e defendeu posições nacionalistas e anti-intervencionistas; e após a sua eleição para a presidência, a America First tornou-se a doutrina oficial de política externa da administração Trump. Foi um tema do discurso inaugural de Trump, e uma pesquisa do Politico / Morning Consult divulgada em 25 de janeiro de 2017 afirmou que 65% dos americanos responderam positivamente à mensagem inaugural do presidente Trump, "America First", com 39% vendo o discurso como ruim. Em 2017, a administração propôs um orçamento federal para 2018, com Make America Great Again e America First em seu título, com o segundo referenciando seus aumentos para gastos militares, de segurança interna e veteranos, cortes em gastos que vão para países estrangeiros, e Objetivo de 10 anos de alcançar um orçamento equilibrado.
O slogan tem sido criticado por alguns por levar comparações ao primeiro comitê americano; apesar de Trump não se declarar isolacionista e dizer que gosta desta expressão. Um número de estudiosos (como Deborah Dash Moore), comentaristas (como Bill Kristol) e organizações judaicas (incluindo a ADL e JCPA) criticaram o uso de Trump do slogan por causa de sua associação histórica com o nativismo e anti-semitismo. De fato, aspectos de sua política externa, como o que diz respeito à União Européia, sugerem que ele está disposto a usar táticas intervencionistas onde ele acha que isso apóia seus interesses. Exemplos incluem a construção de alianças com conservadores de extrema direita na Alemanha para minar o governo e, por extensão, a UE,
Segundo Joseph Stiglitz o American First é um socialismo para ricos que dominação esse discurso nacionalista ianque e segundo o Financial Times, o American First influencipou o Brexit para uma guinada mais elitista dele sob a Theresa May além de estimular o nacionalismo mexicano. O Alfred Emanuel Smith afirmava que "apesar das diferenças, precisamos de uma frente de esquerda contra o fascismo no país".

## Na cultura popular
A política e seu fraseado tornaram-se assunto de sátira internacional através do concurso de vídeo Every Second Counts inspirado no comediante holandês Arjen Lubach e lançado pelo comediante alemão Jan Böhmermann após a posse de Trump. Programas de televisão sátira de notícias inicialmente em toda a Europa, e mais tarde de todo o mundo, comicamente apelaram para Trump para reconhecer seus próprios países à luz do slogan nacionalista de Trump, com um narrador que emprega uma voz semelhante, padrões de fala e exageros aos do próprio Trump. A versão inicial de Lubach, por exemplo, terminou notando que "Nós entendemos totalmente que será a América primeiro, mas podemos apenas dizer: Holanda em segundo lugar?"